# Студзинский, Александр Геннадьевич
Алекса́ндр Генна́дьевич Студзи́нский (род. 21 июня 1976, Горловка, Донецкая область) — российский футболист, полузащитник.

## Карьера
Футболом занимался с раннего детства, сначала на родине, в ДЮСШ города Горловки и в спортинтернате Донецка, затем в ставропольском спортинтернате. Профессиональную карьеру начал в 1993 году в клубе «Нарт» из города Черкесска, сыграл в том сезоне 2 матча.
В 1994 году перешёл в ставропольское «Динамо», в составе которого выступал до 1998 года, сыграв за это время 103 матча, в которых забил 6 мячей, в лиге и 9 матчей, в которых забил 2 мяча, в Кубке России. Помимо этого, с 1994 по 1997 год выступал за игравший в 1-й зоне третьей лиги ПФЛ фарм-клуб — «Динамо-д», за который провёл 67 матчей, забил 13 мячей.
В 1999 году перешёл в московский «Торпедо-ЗИЛ», за который, с перерывом, выступал до 2001 года, проведя за это время 35 матчей, в которых забил 4 мяча, за основной состав, и 1 матч за дубль. Вторую половину сезона 2000 года провёл в смоленском «Кристалле», за который сыграл 16 матчей и забил 10 мячей. Летом 2001 года перешёл в клуб «Волгарь-Газпром» из Астрахани, где и доиграл сезон, проведя 16 матчей и забив 1 гол.
С 2002 по 2003 год выступал в составе «Томи», сыграл 65 матчей в лиге, в которых забил 17 мячей в ворота соперников, несколько матчей в Кубке, в которых забил 1 мяч, дважды становился, вместе с командой, бронзовым призёром первенства в первом дивизионе России, неоднократно выводил команду на поле в качестве капитана.
В 2004 году перешёл в «Кубань», в составе которой дебютировал 10 апреля в матче против ЦСКА, однако, закрепиться в составе не смог. Всего сыграл за «Кубань» 3 матча в высшем дивизионе, 3 матча в Кубке и 14 матчей за дублирующий состав, в которых забил 4 мяча. В августе был отдан в аренду стерлитамакскому «Содовику», в котором и доиграл сезон, сыграв 12 матчей, в которых забил 4 мяча. Сезон 2005 года тоже провёл в аренде в «Содовике», сыграл 27 матчей, в которых забил 2 мяча, в лиге и 1 матч в Кубке.
В 2006 году перешёл в воронежский «Факел», за который, однако, сыграл только половину сезона, проведя 15 матчей в лиге и 2 матча в Кубке, после чего, летом, покинул клуб и перешёл в «Спартак-МЖК» из Рязани, где и доиграл сезон, проведя 11 матчей.
В 2007 году вернулся в родное ставропольское «Динамо», однако, сыграл за него всего 8 матчей в лиге и 2 в Кубке, после чего, 9 июля, был отзаявлен. С июля 2007 — в составе молдавского «Нистру», где провел 10 игр, забил 2 мяча.
Сезон 2008 года провёл в составе клуба «Жемчужина-Сочи», сыграл 24 матча. В начале 2009 года перешёл в клуб «Ставрополье-2009», в составе которого дебютировал 5 апреля в домашнем матче против клуба «Абинск», а на 24-й минуте встречи забил и свой первый гол за команду. Всего провёл за «Ставрополье-2009» 6 матчей в лиге, в которых забил 2 мяча, и 1 матч в Кубке.
В августе 2009 года подписал контракт с клубом «Кавказтрансгаз-2005» из Рыздвяного, в заявку которого был внесён 5 августа. Дебютировал за новую команду уже на следующий день, 6 августа, а уже в следующем матче, 12 августа, забил за новый клуб свой первый гол, который принёс команде победу, поскольку был единственным в матче. В сезоне 2012 был заявлен за УОР, выступающий в чемпионате Ставропольского края. Также выступает за сборную ветеранов, в их составе стал чемпионом России среди ветеранов.

## Личная жизнь
Женат, жену зовут Елена, познакомился с ней в Ставрополе, в семье двое детей: сын Александр и дочь Маргарита.